# Vlag van Abbekerk

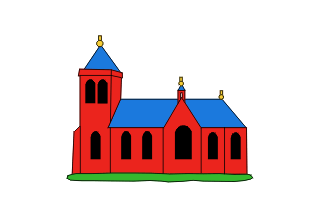
Vlag van Abbekerk

De vlag van Abbekerk is op 1 september 2008 door Stichting Historisch Abbekerk-Lambertschaag vastgesteld als de dorpsvlag van de Noord-Hollandse dorp Abbekerk. De vlag kan als volgt worden beschreven:
Wit, met in het midden een rode kerk met blauw dak op een groen terras, alles van 13/20 vlaghoogte.
De kerk is ontleend aan het gemeentewapen. De vlag is ontworpen door Hans van Heijningen.

## Verwante afbeelding

Wapen van Abbekerk

Abbekerk
· Assendelft
· Bergen
· Bovenkarspel
· Buitenveldert
· Bussum
· De Rijp
· Driemond
· Groet
· Grootschermer
· Graft
· Hauwert
· Huisduinen
· Julianadorp
· Koog aan de Zaan
· Krommenie
· Krommeniedijk
· Lambertschaag
· Marken
· Middelie
· Muiden
· Muiderberg
· Naarden
· Nauerna
· Nibbixwoud
· Nieuw-Vennep
· Omval
· Opperdoes
· Rijsenhout
· Sijbekarspel
· Sint Pancras
· Sloten
· Spaarndam
· Vogelenzang
· Weesp
· Wijk aan Zee
· Wormerveer
· Zaandijk
· Zwaagdijk-West